# 1968 w filmie
Wydarzenia filmowe w 1968 roku.

## Wydarzenia
- 18 maja – 21. festiwal filmowy w Cannes zostaje przerwany przez demonstrację urządzoną na znak solidarności ze studentami paryskimi.

## Premiery

### Filmy polskie
- 9 lutego – Wycieczka w nieznane – reż. Jerzy Ziarnik (Ryszard Filipski, Emilia Krakowska, Zdzisław Maklakiewicz)
- 16 lutego – Żywot Mateusza – reż. Witold Leszczyński (Franciszek Pieczka, Anna Milewska, Wirgiliusz Gryń)
- 1 marca – Kiedy miłość była zbrodnią – reż. Jan Rybkowski (Irena Karel, Magdalena Zawadzka, Bruno O’Ya)
- 15 marca – Julia, Anna, Genowefa... – reż. Anna Sokołowska (Wanda Neumann, Janusz Bukowski, Andrzej Kopiczyński)
- 17 marca – Przekładaniec – reż. Andrzej Wajda
- 26 marca – Poradnik matrymonialny – reż. Włodzimierz Haupe (Alina Janowska, Andrzej Łapicki, Mieczysław Czechowicz)
- 14 kwietnia – Wilcze echa – reż. Aleksander Ścibor-Rylski
- 9 sierpnia – Tabliczka marzenia – reż. Zbigniew Chmielewski
- 6 września – Gdzie jesteś, Luizo? (seria Zagubione w przestrzeni) (film krótkometrażowy) – reż. Janusz Kubik
- 6 września – Hrabina Cosel – reż. Jerzy Antczak
- 12 października – Ostatni po Bogu – reż. Paweł Komorowski
- 21 października – Hasło Korn – reż. Waldemar Podgórski
- 7 listopada – Lalka – reż. Wojciech Jerzy Has
- 25 grudnia – Weekend z dziewczyną – reż. Janusz Nasfeter

### Filmy zagraniczne
- 2001: Odyseja kosmiczna – reż. Stanley Kubrick
- Barbarella – reż. Roger Vadim (Jane Fonda, Anita Pallenberg)
- Bullitt – reż. Peter Yates (Steve McQueen, Robert Vaughn, Jacqueline Bisset)
- Corri uomo corri – reż. Sergio Sollima (Tomás Milián, Donald O’Brien)
- Człowiek zwany Ciszą – reż. Sergio Corbucci (Jean-Louis Trintignant, Klaus Kinski)
- Hańba – reż. Ingmar Bergman (Max von Sydow, Liv Ullmann)
- Kocham cię, Alicjo B. Toklas – reż. Hy Averback (Peter Sellers)
- Lew w zimie – reż. Anthony Harvey (Timothy Dalton, Peter O’Toole, Katharine Hepburn)
- Panna młoda w żałobie – reż. François Truffaut
- Pewnego razu na Dzikim Zachodzie – reż. Sergio Leone (Henry Fonda, Claudia Cardinale, Charles Bronson, Jason Robards)
- Planeta Małp – reż. Franklin J. Schaffner
- Producenci – reż. Mel Brooks (Zero Mostel, Gene Wilder, Kenneth Mars)
- Serce to samotny myśliwy – reż. Robert Ellis Miller (Alan Arkin, Sondra Locke)
- Zabawna dziewczyna – reż. William Wyler (Barbra Streisand, Omar Sharif)
- Na Rusi

## Nagrody filmowe
- Oskary
  - Najlepszy film – Oliver!
  - Najlepszy aktor – Cliff Robertson (Charly)
  - Najlepsza aktorka – Katharine Hepburn – (Lew w zimie) i Barbra Streisand – (Zabawna dziewczyna)
  - Wszystkie kategorie: 41. ceremonia wręczenia Oscarów
- Festiwal w Cannes
  - Złota Palma: festiwal odwołany z powodu rozruchów w Paryżu
- Festiwal w Berlinie
  - Złoty Niedźwiedź: Jan Troell – Na kogo wypadnie

## Urodzili się
- 2 stycznia
  - Cuba Gooding Jr., amerykański aktor
  - Zbigniew Stryj, polski aktor
- 6 stycznia – John Singleton, amerykański reżyser (zm. 2019)
- 16 stycznia – Olga Bończyk, polska aktorka teatralna, filmowa i wokalistka
- 29 stycznia – Edward Burns, amerykański aktor i reżyser
- 1 lutego – Monika Bolly, polska aktorka
- 8 lutego – Gary Coleman, amerykański aktor
- 13 lutego – Kelly Hu, amerykańska aktorka
- 17 lutego – Marcin Jędrzejewski, polski aktor
- 22 lutego – Jeri Ryan, amerykańska aktorka
- 2 marca – Daniel Craig, angielski aktor
- 4 marca – Patsy Kensit, piosenkarka i aktorka
- 29 marca – Lucy Lawless, nowozelandzka aktorka
- 8 kwietnia – Patricia Arquette, amerykańska aktorka
- 12 kwietnia – Alicia Coppola, amerykańska aktorka
- 19 kwietnia – Ashley Judd, amerykańska aktorka
- 28 kwietnia – Beata Ścibakówna, polska aktorka
- 3 maja – Deborah Caprioglio, włoska aktorka
- 7 maja – Traci Lords, amerykańska aktorka
- 28 maja – Kylie Minogue, australijska aktorka i wokalistka
- 4 czerwca – Rachel Griffiths, australijska aktorka
- 14 czerwca – Yasmine Bleeth, amerykańska aktorka
- 20 czerwca – Robert Rodriguez, amerykańsko-meksykański reżyser
- 28 czerwca – Adam Woodyatt, angielski aktor
- 7 lipca – Jorja Fox, amerykańska aktorka
- 15 lipca – Stan Kirsch, amerykański aktor
- 27 lipca
  - Maria Grazia Cucinotta, włoska aktorka
  - Julian McMahon, australijski aktor
- 9 sierpnia
  - Gillian Anderson, amerykańska aktorka
  - Eric Bana, australijski aktor
- 14 sierpnia – Catherine Bell, amerykańska aktorka
- 15 sierpnia – Debra Messing, amerykańska aktorka
- 31 sierpnia – Todd Carty, angielski aktor
- 10 września – Guy Ritchie, brytyjski reżyser, scenarzysta i producent filmowy
- 25 września – Will Smith, amerykański aktor
- 26 września – James Caviezel, amerykański aktor
- 28 września – Naomi Watts, australijska aktorka
- 11 października – Jane Krakowski, amerykańska aktorka
- 12 października – Hugh Jackman, australijski aktor
- 17 października – Alicja Borkowska, polska aktorka
- 5 listopada – Sam Rockwell, amerykański aktor
- 18 listopada – Owen Wilson, amerykański aktor i scenarzysta
- 27 listopada – Michael Vartan, francuski aktor
- 2 grudnia – Lucy Liu, amerykańska aktorka
- 3 grudnia – Brendan Fraser, kanadyjsko-amerykański aktor
- 6 grudnia – Olaf Lubaszenko, polski aktor i reżyser
- 14 grudnia – Jolanta Fraszyńska, polska aktorka
- 18 grudnia – Casper Van Dien, amerykański aktor

## Zmarli
- 24 marca – Alice Guy-Blaché, pierwsza kobieta-reżyserka filmowa (ur. 1873)
- 4 czerwca – Dorothy Gish, amerykańska aktorka (ur. 1898)